# Nipponeurorthus pallidinervis
Nipponeurorthus pallidinervis là một loài côn trùng trong họ Nevrorthidae thuộc bộ Neuroptera. Loài này được Nakahara miêu tả năm 1958.